# 重慶北駅
重慶北駅（じゅうけいきた-えき）は、中華人民共和国重慶市渝北区に位置する、中国鉄路総公司（CR）の駅。
本項では、近接する重慶軌道交通の重慶北駅南広場駅（じゅうけいきたえきみなみひろばえき）・重慶北駅北広場駅（じゅうけいきたえききたひろばえき）についても記述する。

## 利用可能な鉄道路線
中国鉄路総公司
鄭渝線
渝懐線
遂渝線
渝利線
渝万都市間鉄道
蘭渝線
重慶軌道交通
■3号線
■4号線
■10号線
■環状線

## 歴史
- 2006年10月22日 - 中華人民共和国鉄道部（中国国鉄）の駅が開業。
- 2011年9月29日 - 重慶軌道交通3号線開業。
- 2013年3月14日 - 中華人民共和国鉄道部解体により、中国鉄路総公司の駅になる。
- 2016年3月23日 - 重慶軌道交通の駅が「重慶北駅南広場駅」に改称。

## 駅構造

### 中国鉄路総公司
14面29線の地上駅。

### 重慶軌道交通

#### 重慶北站南広場駅
相対式ホーム2面2線の地下駅。
のりば
| ■3号線 | 牛角沱・魚洞方面     |
| ■3号線 | 江北機場T2航站楼方面 |

#### 重慶北站北広場駅
島式ホーム1面2線の地下駅。
のりば
| ■10号線 | 蘭花路方面 |
| ■10号線 | 王家荘方面 |

## 駅周辺
- 重慶北車駅派出所
- 永輝超市龍頭寺店
- 重慶文軍医院
- 天宮殿学校

## 隣の駅
中国鉄路
渝懐線
井口駅 - 重慶北駅 - 唐家沱駅
遂渝線
井口駅 - 重慶北駅
渝利線
重慶北駅 - 復盛駅
渝万線
重慶北駅 - 復盛駅
蘭渝線
北碚駅 - 重慶北駅
重慶軌道
■0号線
民安大通り駅 (0/14) - 重慶北站南広場駅 (0/15) - 渝魯駅 (0/16)
■3号線
獅子坪駅 (3/26) - 重慶北站南広場駅 (3/27) - 龍頭寺駅 (3/28)
■4号線
民安大通り駅 (4/01) - 重慶北站北広場駅 (4/02) - 头塘駅 (4/03)
■10号線
龍頭寺公園駅 (10/11) - 重慶北站南広場駅 (10/12) - 重慶北站北広場駅 (10/13) - 民心佳園駅 (10/14)
■直快線（0、4、5号線直通運転）
民安大通り駅 (0/14) - 重慶北站北広場駅 (4/02) - 头塘駅(4/03)